# Millersburg (Michigan)
Millersburg è un villaggio degli Stati Uniti d'America, situato nello Stato del Michigan, nella contea di Presque Isle.